# Autismo no Brasil

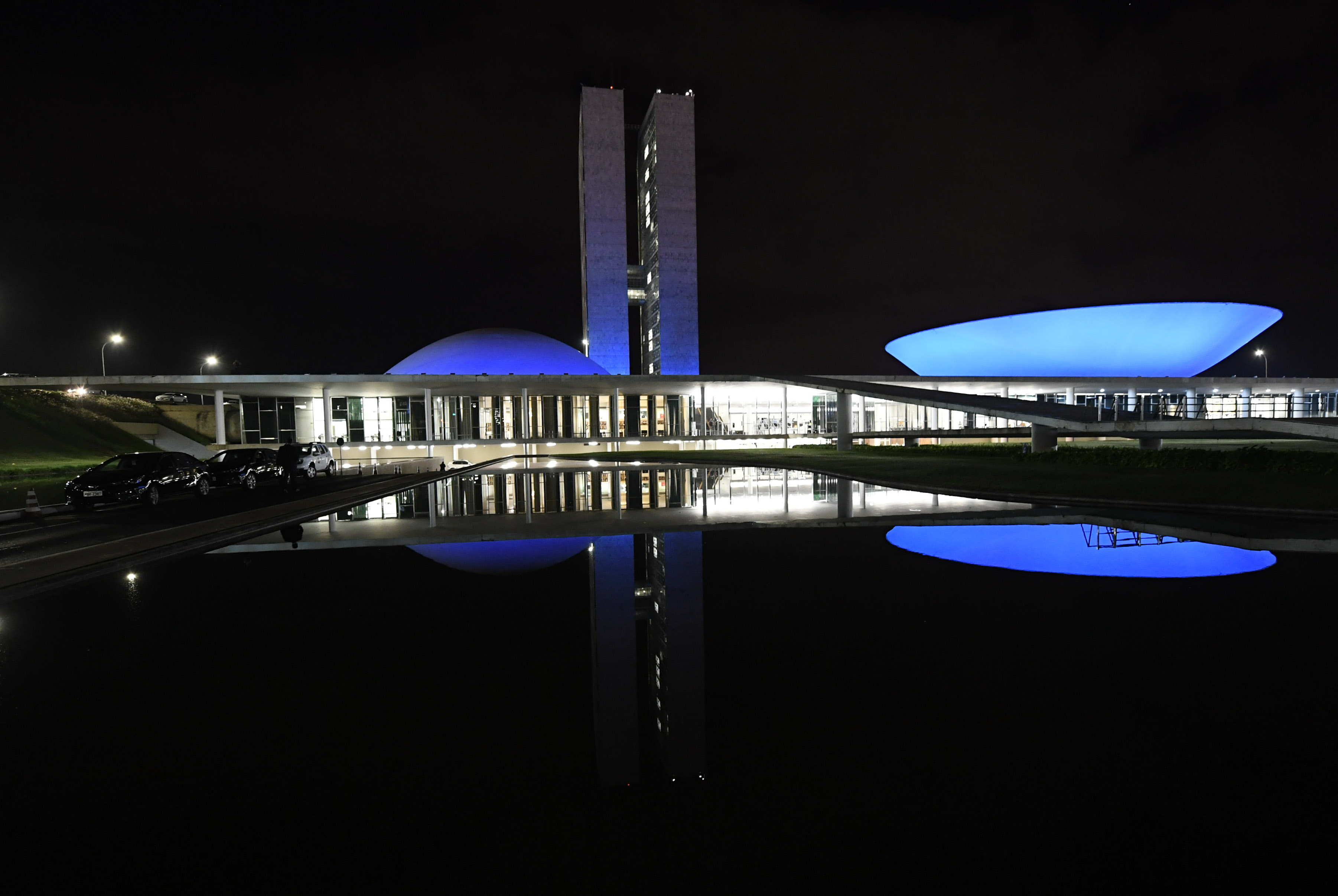
Congresso Nacional, durante o Dia Mundial da Conscientização do Autismo em 2019.

O autismo no Brasil é um conjunto de manifestações em torno do autismo no país sul-americano desde o século XX. Foi introduzido por meio da psiquiatria infantil com influência predominante da psicanálise no atendimento médico, em meados da década de 1950. O desenvolvimento de uma comunidade com base no autismo foi tardio, com a fundação da Associação de Amigos do Autista (AMA) em 1983. Desde então, o autismo se tornou um tema de interesse de familiares, profissionais da saúde e de pessoas autistas.
Antes de existirem iniciativas voltadas ao diagnóstico, o autismo surgiu em pautas de jornais traduzidas por agências de notícias. Na década de 1970, surgiram alguns dos primeiros congressos e instituições voltadas ao autismo. Na década de 1980, o transtorno começa a ganhar maior visibilidade pública com o surgimento de associações fundadas por mães e pais, como a AMA e, mais tarde, a Associação Brasileira de Autismo (Abra). Nas décadas de 1990 e 2000, a popularização do autismo se desenvolve em diferentes estados do país, ao passo que as primeiras legislações foram desenvolvidas. No final dos anos 2000, começou-se a discutir a criação de uma lei nacional sobre autismo. Nos anos 2010, foi sancionada a Política Nacional de Proteção dos Direitos da Pessoa com Transtorno do Espectro Autista, ao passo que pessoas autistas passaram a participar com maior ênfase do ativismo institucional, além da criação de mídias sobre o autismo.
O cenário do autismo no Brasil também é caracterizado por tensões e conflitos entre ativistas e organizações em temas como intervenções em saúde, educação especial e representação do autismo. Em declarações públicas, também é comum o uso da expressão "autista" como insulto por pessoas públicas. Dados do Censo demográfico do Brasil de 2022 indicaram que 2,4 milhões de brasileiros declararam ter diagnóstico de autismo.

## Descrições e estatísticas
Ao observarem o panorama histórico, os pesquisadores Francisco Ortega, Rafaela Zorzanelli e Clarice Rios afirmam que o autismo no Brasil representa um cenário de "guerras" que se inserem na definição do que é o autismo, nas políticas de saúde mental e nas narrativas midiáticas. Os autores também destacam que, historicamente, a psicanálise foi perdendo espaço, ao passo que abordagens comportamentais foram se tornando as principais no meio. Em 2022, o Ministério da Saúde descrevia o autismo como "um distúrbio caracterizado pela alteração das funções do neurodesenvolvimento do indivíduo, interferindo na capacidade de comunicação, linguagem, interação social e comportamento", com ênfase em diagnóstico precoce e "desenvolvimento de estímulos".
Números da Abra em 1997 estimavam 600 mil pessoas com o chamado "autismo clássico" no Brasil. Em fevereiro de 2011, foi publicado o primeiro estudo de epidemiologia de autismo da América Latina, com dados de 2010, liderado pelo psiquiatra da infância Marcos Tomanik Mercadante. Os números se basearam num projeto-piloto com amostragem de 20 mil pessoas num bairro da cidade paulista de Atibaia, e aferiu a prevalência de um caso de autismo para cada 368 crianças de 7 a 12 anos. Nos anos seguintes, diferentes estimativas sobre o autismo no Brasil foram apresentadas com base nos números do Centros de Controle e Prevenção de Doenças (CDC), dos Estados Unidos. Em 2014, estimava-se 2 milhões de brasileiros autistas, enquanto em 2023 o número subiu para quase 6 milhões.
Em 2019, para cobrir a lacuna do número de autistas no Brasil, foi sancionada a Lei 13.861/19, que visava prover dados oficiais sobre o país. Por isso, o Censo demográfico do Brasil de 2022 foi o primeiro a conter informações sobre o autismo e indicou que 2,4 milhões de brasileiros declararam ter recebido o diagnóstico de autismo.
Em termos demográficos do Censo mais recente, a distribuição de casos de autismo é semelhante em todas as regiões do Brasil. Em relação à faixa etária, cerca de 1,1 milhão de pessoas autistas tinham de 0 a 14 anos de autismo, com um maior percentual de diagnóstico na população masculina, com uma maior equivalência de diagnóstico entre homens e mulheres a partir dos 45 anos. A prevalência de autismo também foi indicada com maior quantidade em pessoas autodeclaradas brancas. Em relação à escolarização, a taxa foi maior que na população em geral, especialmente por conta da maior concentração de pessoas diagnosticadas com autismo na infância.

## História

### 1950–1980: Antecedentes
De acordo com a historiadora Bruna Alves Lopes, há poucos registros sobre autismo no Brasil até a década de 1980. Durante a década de 1940, quando o trabalho do psiquiatra Leo Kanner inseriu o autismo enquanto diagnóstico independente, o Brasil já contava com uma influência significativa da psicanálise no atendimento infantil. O campo psicanalítico iniciou sua penetração no país nos anos 1920 e alcançou uma hegemonia dentro da própria psiquiatria em meados de 1950. Ao mesmo tempo, a ideia de que a causa do autismo era a falta de vínculo dos pais (especialmente mães) com a criança surgiu com Kanner em 1948, mas foi o psicanalista Bruno Bettelheim quem desenvolveu-a ao longo das décadas de 1950 e 1960.
No Brasil, as primeiras publicações jornalísticas sobre autismo eram formadas de matérias traduzidas por agências de notícias de países como os Estados Unidos e Reino Unido e caracterizavam o diagnóstico enquanto doença. Uma parte delas era influenciada por um viés psicanalítico, ao considerar crianças autistas como pertencentes a pais frios e distantes, outra parte abordava-o como um dos sintomas da esquizofrenia. O pensamento de Bettelheim teve influência significativa no conteúdo jornalístico destes períodos, com raras exceções que citam o trabalho de Kanner e até abordagens comportamentalistas. A maioria delas não cita papéis relevantes e positivos em relação aos familiares de autistas.
Ao mesmo tempo, o campo profissional em torno do autismo estava alinhado ao atendimento da psiquiatria infantil e da deficiência infantil, de forma geral. Em 1956, era criada a Associação Paulista de Psiquiatria Infantil e Higiene Mental, e em 1965 a Associação Brasileira de Deficiência Mental. Na cidade de Porto Alegre (RS), surgiu em 1963 a Comunidade Terapêutica Leo Kanner. Para grande parte da população, o atendimento de autistas ocorria em instituições não especializadas, como a Sociedade Pestalozzi, fundada em 1932, e a Associação de Pais e Amigos dos Excepcionais (APAE), com unidades em todo o país, e organizada em 1962.
Durante a década de 1970, as discussões sobre o autismo no Brasil começam a se intensificar, o que culminaria, anos depois, na formação de uma comunidade. Ainda em junho de 1970, o Centro de Estudos da Casa de Saúde Dr. Eiras, no Rio de Janeiro, promoveu um debate sobre o diagnóstico a partir de um filme. Eventos similares começaram a ocorrer ao longo dos anos em instituições pelo país, como rodas de conversas baseadas em filmes sobre o autismo, palestras, congressos e cursos promovidos por profissionais nacionais e internacionais da psiquiatria e de outros campos do conhecimento, bem como a publicação das primeiras pesquisas nacionais sobre o autismo. As publicações jornalísticas deste período passaram a mencionar mais frequentemente a contribuição familiar no tratamento do autismo. No Rio de Janeiro, em 1978, foi fundada a Casa Azul, provavelmente a primeira organização de atendimento terapêutico exclusivo à crianças autistas no Brasil, com influência psicanalítica. No mesmo ano e na mesma cidade, também foi fundado o Centro de Educação Especial Casarão por uma mãe de uma criança autista.

### 1980–1993: Primeiras associações e movimentos de familiares
O autismo, enquanto movimento, começa a se consolidar no Brasil a partir da década de 1980. Foi neste período que familiares, especialmente mães, descontentes com a culpa recebida pela condição dos filhos, começaram a se organizar para conseguir acesso a serviços de saúde. Especialmente em grandes capitais, como São Paulo, Rio de Janeiro e Brasília, familiares passaram a escrever cartas para grandes jornais, como o Jornal do Brasil, e chamar a atenção do poder público para a causa do autismo.
Em abril de 1980, a Rede Globo exibiu o filme Son-Rise: a Miracle of Love, que foi um sucesso de audiência e motivou a emissora a reprisá-lo várias vezes ao longo da década. Alguns familiares de autistas chegaram a afirmar que o filme teria sido um marco para o conhecimento do autismo na década. O filme, no entanto, destaca um programa terapêutico chamado Son-Rise, que ao longo dos anos foi demonstrado como ineficaz no tratamento do autismo.

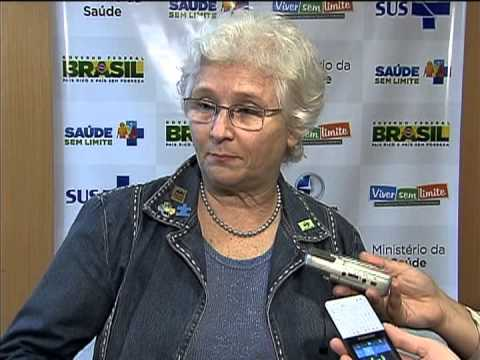
Marisa Furia (em foto de 2013) foi uma das fundadoras da AMA.

A primeira associação de autismo do Brasil legalizada foi a Associação de Amigos do Autista (AMA), fundada em 1983 por Marisa Fúria e Ana Maria Ros de Melo e formada por clientes do médico Raymond Rosenberg, que tinham em comum a angústia de não ter informações mais aprofundadas sobre o diagnóstico e tratamento de seus filhos. As primeiras reuniões se deram no consultório de Rosenberg e, pouco tempo depois, a organização mantinha uma escola cujo funcionamento se dava no quintal de uma Igreja Batista. Também há relatos de familiares ativistas de que, no mesmo período, em cidades como Belo Horizonte e Rio de Janeiro já existiam associações de autismo sem registro legal.
A partir da segunda década de 1980, as organizações pioneiras de autismo tinham, como característica em comum, uma busca pela internacionalização e também pela divulgação do autismo em território nacional. A AMA conseguiu o apoio do ator Antônio Fagundes, que gravou gratuitamente em 1987 um comercial televisivo de circulação nacional sobre o diagnóstico. Neste período, familiares ativistas viajavam para países do exterior para aprenderem novas formas de tratamento e buscar recursos. Os pais tinham vários pesquisadores referenciais. Um deles era Bernard Rimland. Além disso, o trabalho de Ole Ivar Lovaas com a Análise do comportamento aplicada também começou a ser disseminado. Originalmente, o movimento do autismo esteve concentrado na figura de mães e pais de autistas, uma tendência que se seguiu ao longo das décadas. Outros fenômenos também começaram a contribuir para a fomentação do cenário do autismo no Brasil durante a criação da Nova República, como a criação do Sistema Único de Saúde (SUS) com a Constituição brasileira de 1988 e a reforma psiquiátrica.
Em 1988, era fundada em Belo Horizonte a Associação Brasileira de Autismo (Abra), com a adesão inicial de pequenas organizações de outros estados do Brasil com o objetivo de consolidar um movimento de representação nacional. Sob este mesmo caráter unificador, a Associação Terapêutica Educacional para Crianças Autistas (Asteca) promoveu em 1989 o I Congresso Nacional de Autismo juntamente com outras organizações (com um público de cerca de 1300 pessoas). Naquele ano, já existiam 23 associações de autismo no país. Em 1991, a segunda edição do congresso contou com mais de 2000 pessoas, palestrantes nacionais e figuras internacionais como o psiquiatra e psicanalista René Diatkine e também Eric Schopler, criador do programa em inglês Treatment and Education of Autistic and Related Communication Handicapped Children (TEACCH). Durante o evento, Schopler, com base nas pesquisas da época, promoveu críticas ao uso da psicanálise para tratamento de autismo. A AMA implantou TEACCH pelos anos subsequentes, com a supervisão de profissionais estrangeiros.
Além das associações de autismo, familiares começaram a produzir materiais diversos para conscientização do autismo. No Rio, a Associação de Pais de Autistas do Rio de Janeiro (Aparj) lançou em 1989 a Autismo em Revista, a primeira publicação do gênero no Brasil. Além disso, eram frequentes a disseminação de artigos e livros estrangeiros traduzidos, bem como palestras para auxiliar as famílias. No período, o pediatra Christian Gauderer lançou o livro Autismo, década de 80, um referencial frequente para pesquisadores e pais daquela época. A AMA, por sua vez, passou a ter núcleos em vários estados do Brasil em todas as regiões.

### 1994–2008: Expansão e reconhecimento nacional

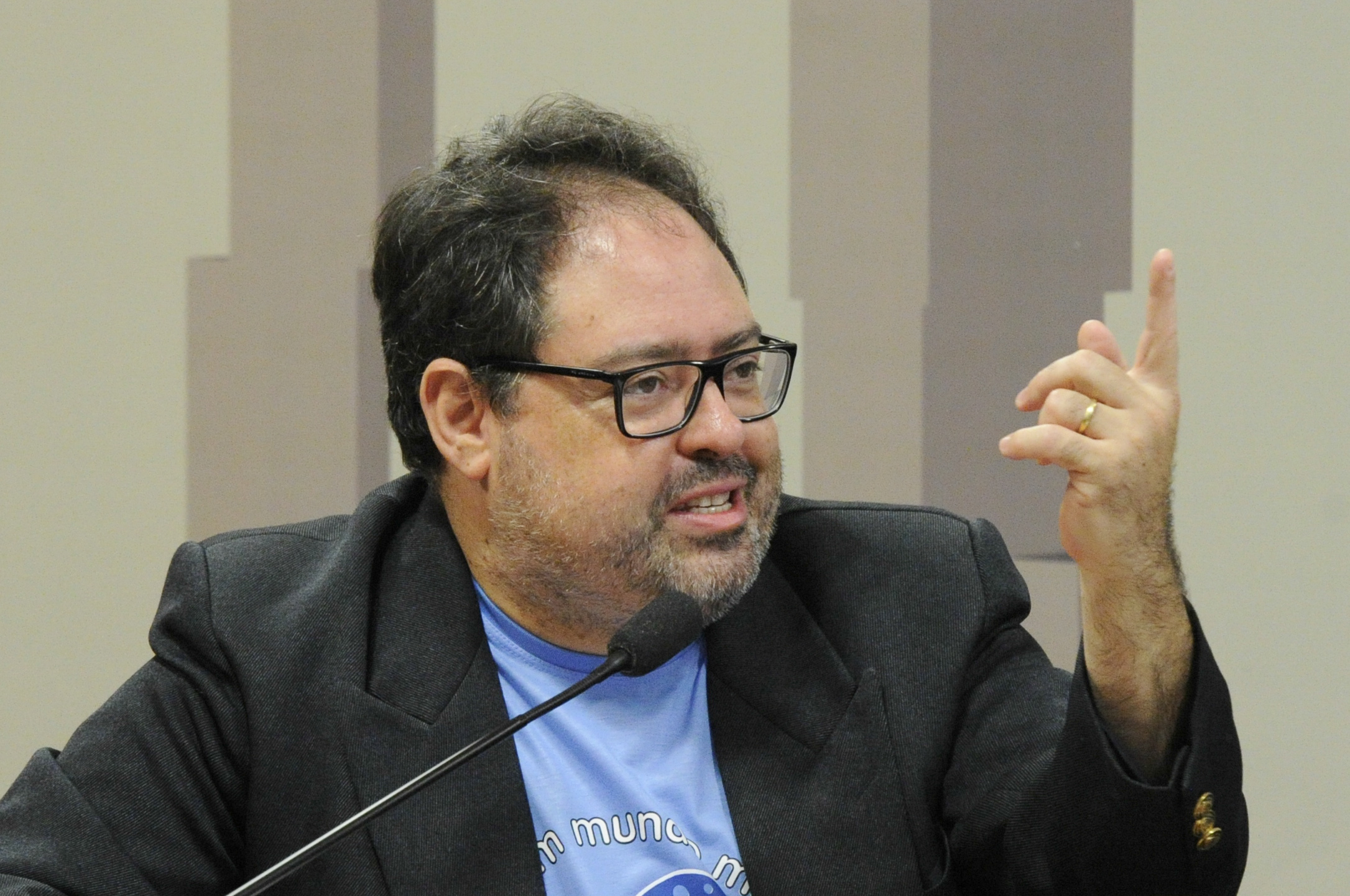
Fernando Cotta foi o fundador do Movimento Orgulho Autista Brasil.

Na história global do autismo, a década de 1990 foi caracterizada pelas mudanças de classificação de diagnóstico do autismo, e pelo papel central da internet no ativismo e, no Brasil, o período é marcado pelo desenvolvimento de políticas educacionais. Durante o governo de Itamar Franco, a educação especial foi reestrurada, o que coincidiu com a Declaração de Salamanca. As organizações pioneiras seguiram suas atividades, ora com problemas financeiros, ora com a adesão de novos membros. Neste contexto, a AMA ganhou em 1998, por meio do então presidente Fernando Henrique Cardoso, o Prêmio Direitos Humanos da Unesco daquele ano.
Em 13 de dezembro de 1998, era inaugurada uma lista de discussão sobre o autismo no Yahoo!. Durante certo período, foi o mais influente espaço de interação virtual no Brasil acerca do autismo, em que pais compartilhavam histórias e dúvidas sobre o diagnóstico. Uma das características destas interações virtuais, segundo a historiadora Bruna Alves Lopes, era a solidariedade entre mães, a interação com pessoas de todo o país e uma nova caracterização do ativismo do autismo, apesar da precariedade da conexão à internet na época, marcada pela conexão de linha discada. O grupo permaneceu ativo e produtivo durante anos, até com a distribuição de materiais informativos sobre autismo. Em 2006, membros do grupo chegaram a lançar uma versão traduzida de um manual de treinamento em ABA e parte de seus membros fundaram várias associações pelo Brasil, entre elas a Associação de Familiares e Amigos da Gente Autista (Afaga).
No dia 18 de junho de 2005, o Dia do Orgulho Autista, ativistas familiares de autistas no Distrito Federal promoveram uma blitz informativa sobre o autismo na BR-040/050, na saída para Belo Horizonte. Esse grupo se tornaria, mais tarde, a organização Movimento Orgulho Autista Brasil (Moab). Por meio do MOAB, foi a primeira vez que o tema neurodiversidade adentrou as discussões sobre autismo no Brasil. Em 2008, em Fortaleza (CE), surgiu a Associação Brasileira para a Ação por Direitos das Pessoas com Autismo (Abraça), fundada pelos responsáveis da instituição terapêutica Casa da Esperança com a colaboração de ativistas de outras organizações, como o Moab e a Afaga.

### 2009–2019: Lei Berenice Piana e ativismo autista

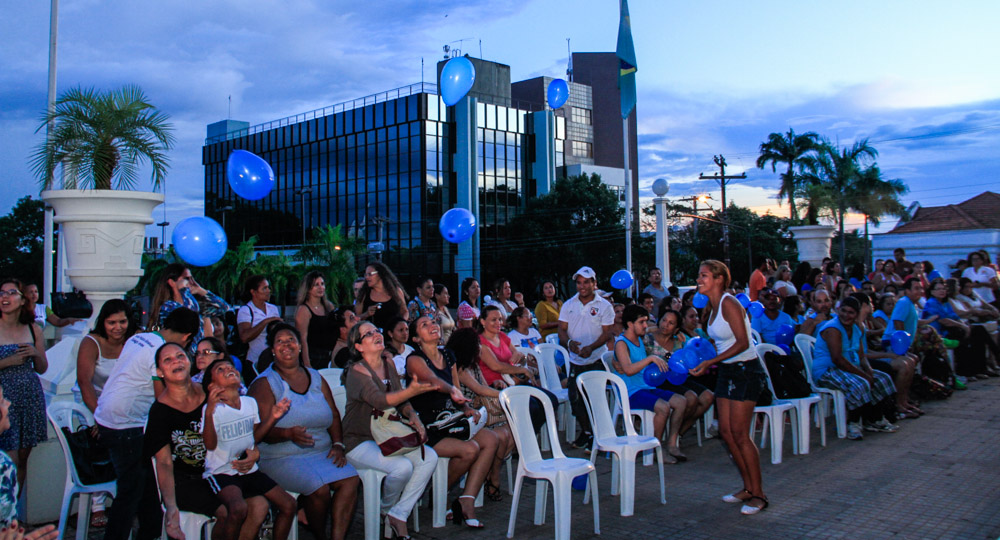
Evento relacionado ao Dia Mundial da Conscientização do Autismo de 2014, em Rio Branco.

No final de 2009, um grupo de familiares de autistas, pertencentes a organizações como o Moab, começou a se articular com deputados federais e senadores em Brasília. Segundo Berenice Piana, o ativista Ulisses Batista estava em comunicação com Cristovam Buarque, solicitando uma audiência pública sobre autismo. Ela, por sua vez, conheceu Paulo Paim, responsável por encaminhar à Comissão de Direitos Humanos a realização de uma audiência. O evento ocorreu em 24 de novembro de 2009, e se desenvolveu ao longo dos anos em direção a se tornar uma política pública. O texto da lei começou a ser escrito com a participação de vários ativistas. Segundo Piana, o texto estava pronto em março de 2010, e desta forma protocolado. A aprovação na comissão se deu em 2011, indo à plenário em junho daquele ano.
Em 27 de dezembro de 2012, durante o governo de Dilma Rousseff, foi instituída a Política Nacional de Proteção dos Direitos da Pessoa com Transtorno do Espectro Autista, pela qual autistas foram classificados como pessoas com deficiência. A política também ficou conhecida como Lei Berenice Piana, por sugestão do então senador Paulo Paim. A legislação teve um impacto significativo sobre o autismo no Brasil e na maior discussão sobre o transtorno no país. Por outro lado, a legislação também causou polêmicas por vetos da presidente em trechos relacionados a educação especial e concessão de horário especial a servidores com filhos autistas. Além disso, o tratamento de autistas no Centros de Atenção Psicossocial, uma pauta defendida por algumas associações e movimentos, foi alvo de discordâncias de outros ativistas. O tema chegou a se tornar parte de audiências públicas nos anos seguintes na Câmara dos Deputados.
Durante a década de 2010, a participação de pessoas diagnosticadas com o autismo no ativismo cresceu, com o surgimento de blogs, canais de vídeos e livros escritos por autistas, bem como também um ativismo associativo formado por pessoas no espectro. Neste período, temáticas como o autismo em mulheres, sexualidade e inclusão no mercado de trabalho se tornaram mais frequentes. Em 2016, a Abraça promoveu o 1º Encontro Brasileiro de Pessoas Autistas (EBA), evento inédito em Fortaleza organizado e dedicado apenas para autistas e, na mesma época, a associação se tornou a primeira organização de autismo do país com uma presidente autista, Fernanda Santana. O ativismo solo de familiares de autistas também cresceu, com a ascensão de nomes como a jornalista Andréa Werner e o apresentador de televisão Marcos Mion.

### 2020–atualmente: Legislações locais e judicialização

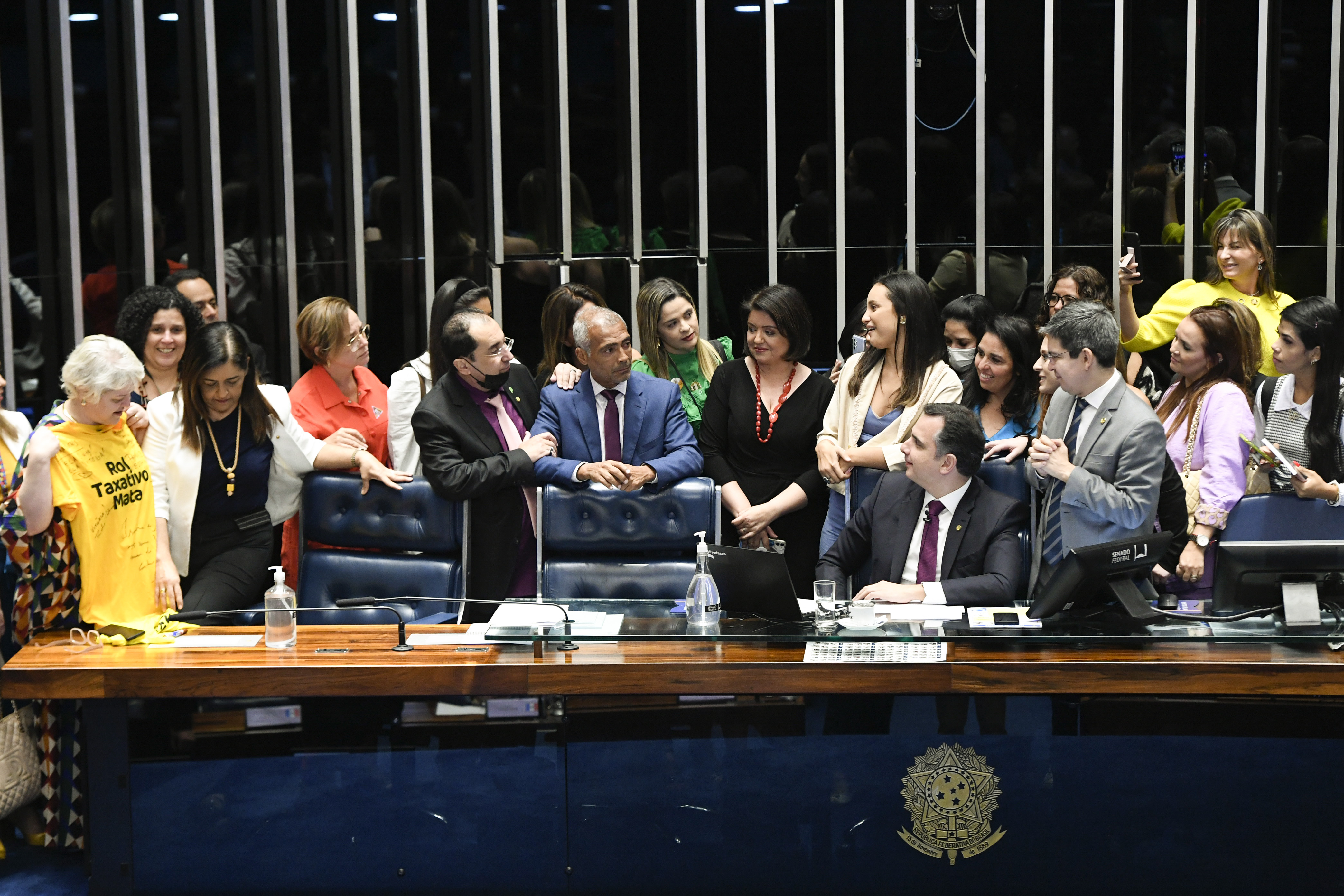
Ativistas comemoram aprovação do PL 2.033/2022, que obriga planos de saúde a cobrir tratamentos não previstos pela Agência Nacional de Saúde Suplementar (ANS).

A partir da década de 2020, a legislação voltada ao autismo no Brasil passou a se expandir para além do âmbito federal, com estados como Rio Grande do Sul e Pará promovendo políticas estaduais voltadas para o autismo. Diferentes estados do país, de forma independente, também começaram a aprovar legislações que estendiam o prazo de validade de laudos de autismo, com ativistas justificando de que o processo de atualizações dos laudos era desgastante e sem sentido, visto que o autismo é uma condição sem cura. Em 2021, o debate sobre laudos ganhou visibilidade nacional a partir de um projeto de lei voltado a todas as deficiências permanentes. Em 2023, o Governo Federal sancionou o uso do cordão de girassol como símbolo de identificação de pessoas com deficiências invisíveis, o que inclui o autismo.
A partir de 2021, estudantes universitários autistas começaram a criar coletivos autistas em universidades públicas por todo o Brasil. O movimento teve, como primeiros expoentes, coletivos na Universidade de São Paulo (USP) e Universidade Estadual de Campinas (Unicamp). No ano seguinte, pessoas envolvidas com os coletivos autistas se juntaram com outros ativistas e fundaram a Associação Nacional para Inclusão das Pessoas Autistas (Ania/BR).
No mesmo período, a judicialização contra planos de saúde em intervenções relacionadas ao autismo cresceu em todo o país, o que também acabou agregando em manifestos públicos para além do autismo, como a campanha Rol Taxativo Mata, de 2022. Esse movimento foi motivado por posturas restritivas de planos de saúde que negavam cobertura a tratamentos essenciais sob justificativas contratuais ou baseadas na ausência de determinados procedimentos no rol da ANS.Um estudo do Insper revelou que aproximadamente 92% das ações judiciais movidas por famílias de crianças e adolescentes autistas contra planos de saúde resultavam em decisões favoráveis aos beneficiários. Além disso, programas sociais, como o acesso ao Benefício de Prestação Continuada (BPC) para pessoas com deficiência teria aumentado cerca de 60% em dois anos, grande parte por conta do autismo.

### Política

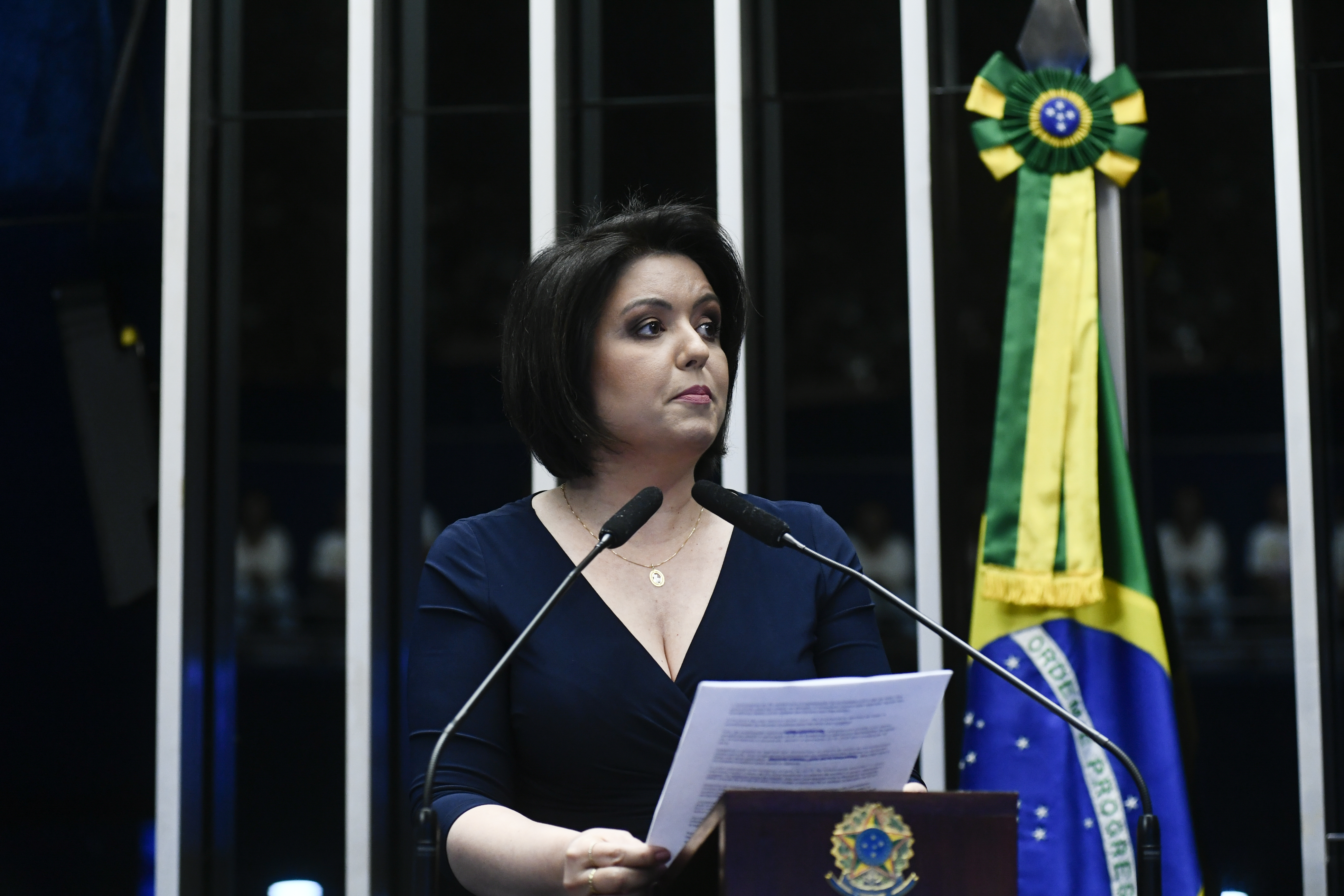
A jornalista Andréa Werner foi eleita deputada estadual mais de 10 anos depois da sua atuação no movimento do autismo.